# Lupin III (film)
Lupin III (titlu original: 	ルパン三世, Rupan sansei; redenumit ulterior ca ルパン三世 ルパンVS複製人間クローン, Rupan Sansei: Rupan tai Kurōn, Lupin III: Lupin vs. Clona) este un film japonez de animație din 1978 scris și regizat de Sōji Yoshikawa, bazat pe seria manga Lupin III creată de Monkey Punch.

## Distribuție
| Personaj                     | Vers. japoneză    | Vers. engleză        | Vers. engleză              | Vers. engleză              | Vers. engleză       |
| Personaj                     | Vers. japoneză    | Toho/Frontier (1979) | Streamline Pictures (1995) | Manga Entertainment (1996) | Geneon/Phuuz (2003) |
| ---------------------------- | ----------------- | -------------------- | -------------------------- | -------------------------- | ------------------- |
| Arsène Lupin III             | Yasuo Yamada      | Tom Clark            | Bob Bergen                 | Wolf III                   | Tony Oliver         |
| Arsène Lupin III             | Yasuo Yamada      | Tom Clark            | Bob Bergen                 | William Dufris             | Tony Oliver         |
| Fujiko Mine                  | Eiko Masuyama     | Margo                | Edie Mirman                | Toni Barry                 | Michelle Ruff       |
| Fujiko Mine                  | Eiko Masuyama     | Patricia Kobayashi   | Edie Mirman                | Toni Barry                 | Michelle Ruff       |
| Mamo/Howard Lockewood        | Kō Nishimura      | Mamaux/Foward Fughes | Hayward Lockewood          | Foward Fughes              | George C. Cole      |
| Mamo/Howard Lockewood        | Kō Nishimura      | Mike Worman          | Robert Axelrod             | Allan Wenger               | George C. Cole      |
| Daisuke Jigen                | Kiyoshi Kobayashi | Dan Dunn             | Steve Bulen                | Eric Meyers                | Richard Epcar       |
| Daisuke Jigen                | Kiyoshi Kobayashi | Cliff Harrington     | Steve Bulen                | Eric Meyers                | Richard Epcar       |
| Goemon Ishikawa XIII         | Makio Inoue       | Samurai              | Ardwight Chamberlain1      | Garrick Hagon              | Lex Lang            |
| Goemon Ishikawa XIII         | Makio Inoue       | William Ross         | Ardwight Chamberlain1      | Garrick Hagon              | Lex Lang            |
| Inspector Heiji Zenigata VII | Gorō Naya         | Detective Ed Scott   | Detective Zenigata         | Detective Zenigata         | Jake Martin         |
| Inspector Heiji Zenigata VII | Gorō Naya         | Greg Starr           | David Povall               | Seán Barret                | Jake Martin         |
| Presidential Aide Stuckey    | Tōru Ōhira        | Mr. Gissinger        | Heinrich Gissinger         | Mr. Gissinger              | Osgood W. Glick     |
| Presidential Aide Stuckey    | Tōru Ōhira        | Frank Rogers         | Steve Kramer               | John Baddeley1             | Osgood W. Glick     |
| Special Agent Gordon         | Hidekatsu Shibata | Don Knode            | Michael Forest             | William Roberts1           | Michael McConnohie  |
| Police Commissioner          | Kōsei Tomita      | William Ross         | Jeff Winkless              | John Baddeley1             | Edward Zilla        |
| Flinch                       | Shōzō Iizuka      | Greg Starr           | Jeff Winkless              | Jeff Harding1              | Bob Papenbrook      |
| Scientist                    | Ichirō Murakoshi  | Donald Johnson       | Michael Forest             | Adam Henderson1            | Edward Zilla1       |
| Thug Guard                   | Shunsuke Shima    | Greg Starr           | Carl Macek1                | Mike Fitzpatrick1          | Edward Zilla        |
| Ofițer egiptean              | Masaru Miyashita  | John Armstrong       | Carl Macek1                | John Baddeley1             | Lex Lang1           |
| Șeful poliției egiptene      | Haruo Minami      | Jeff Manning         | Steve Kramer               | John Baddeley1             | Edward Zilla1       |
| Președintele SUA             | Jimmy Carter      | Jimmy Carter         | Bill Clinton               | Bill Clinton               | George W. Bush      |
| Președintele SUA             | Fujio Akatsuka    | John Armstrong       | Steve Kramer               | Seán Barrett1              | Edward Zilla1       |
| Secretar general sovietic    | Leonid Brezhnev   | Leonid Brezhnev      | Boris Yeltsin              | Boris Yeltsin              | Vladimir Putin      |
| Secretar general sovietic    | Ikki Kajiwara     | John Armstrong       | Jeff Winkless              | William Roberts1           | Edward Zilla1       |

### Legenda
1. nemenționat